# زبوخ
زبوخ (به چکی: Zbůch) یک منطقهٔ مسکونی در جمهوری چک است که در ناحیه پلزن-شمالی واقع شده‌است. زبوخ ۸٫۵۷ کیلومتر مربع مساحت و ۲٬۱۶۷ نفر جمعیت دارد و ۳۳۸ متر بالاتر از سطح دریا واقع شده‌است.